# Astragalus sanczirii
Astragalus sanczirii är en ärtväxtart som beskrevs av N.Ulziykh. Astragalus sanczirii ingår i släktet vedlar, och familjen ärtväxter. Inga underarter finns listade i Catalogue of Life.